# سينيشتي
سينيشتي هي قرية تقع في إقليم ياش في رومانيا وبلغ عدد سكانها 4,274 نسمة في عام 2002.